# Sido Mulyo III A
Sido Mulyo III A is een bestuurslaag in het regentschap Padang Lawas van de provincie Noord-Sumatra, Indonesië. Sido Mulyo III A telt 921 inwoners (volkstelling 2010).